# 東京のえくぼ
『東京のえくぼ』（とうきょうのえくぼ、英語: Dimple of Tokyo）は、1952年に公開された松林宗恵監督の日本映画。松林にとっては、最初の単独による監督作品であった。
作品名と同名の主題歌「東京のえくぼ」は、西条八十の作詞、服部良一の作曲により、藤山一郎が歌ってレコード化された。

## あらすじ
伸子は混み合ったバスの中で財布をすられる。スリがいるとの乗客の訴えに運転手は機転を利かせ、交番の前でバスを停め、警官が乗客全員の持ち物を検査する。伸子の隣に立っていた身なりの良いメガネの男の鞄から伸子の財布が発見され、その男は拘留される。
その日、伸子は紀之國屋物産の入社試験を受け、大変な倍率の中、専務の林長十郎の験担ぎ的発想により、社長秘書に採用される。ところが、その日から社長が失踪して行方知れずとなり、新聞沙汰の騒ぎになる。翌日、新聞記事を見た伸子は驚く。失踪したという社長は、前日のメガネの男だったのだ。
伸子が警察に行ったことから、社長の紀の國屋文太郎（紀伊國屋文左衛門の子孫）は直ちに釈放されて社に戻る。
社長の秘書として勤務するうちに、伸子は、社業は林専務が全て取り仕切っており、社長の文太郎は決裁文書に最後の捺印を行うだけの飾り物であることを知る。林専務は紀伊國屋文左衛門の番頭であった林長五郎の子孫なのであった。そして、文太郎は自分の境遇への不満、本当はホルンを吹いていたいのだなどということを伸子に打ち明ける。
文太郎の立場に同情した伸子は、文太郎を社長室で変装させた上で脱出させ、両親、妹2人及び弟と一緒に住む自宅に連れて来て下宿人にする。誤って「社長さん」と呼んでしまった時に備えて、文太郎は「左千男」という名前ということにする。伸子の父親・大作は、文太郎の会社のミカン缶詰工場の工員で、妻と息子が家業の豆腐屋を営んでいる。
伸子が毎日出社する一方、文太郎は伸子の家族との関係も良好で、ホルンを吹きながらひと時の気ままな生活を楽しむ。その後、大作の紹介で文太郎も缶詰工場に職を得る。しかし、文太郎は実印を会社から持ち出しており、決裁文書に最後の捺印がされないことから、社内のあらゆる業務が停滞してしまう。それを知った文太郎は缶詰工場を去り社長室に戻る。一方、大作が働く缶詰工場に必要物資が運び込まれないことから、大作が本社に談判に赴き、社長が左千男であることを知る。
文太郎は林専務をはじめとする役員の前で、自分が飾りものであったのは、自分が部下を信頼していなかったからだ、これからは自分も社務に実質的に関わることにすると宣言した上で、溜りに溜まった決裁文書に伸子と一緒に徹夜で捺印する。
全ての捺印が終わった後、文太郎は伸子に向かって、「もう一枚の決裁文書が引き出しの中に入っているのでそれを読んでくれ。返事は屋上で待つ」と言い社長室を出て行く。伸子が引き出しを開けて文書を見ると、それは伸子を社長秘書から解任し、社長夫人に任命するという辞令であった。屋上で待つ文太郎のところに行った伸子は辞令文書を文太郎に差し出す。そこには伸子のキスマークが付いているのであった。
同じ頃、伸子の女学校時代の友人で警察官となっている峯京子がスリの真犯人を検挙する。スリは伸子の財布を取った後、バスの中で騒ぎになったことから、盗んだ財布を近くに立っていた文太郎の鞄に慌てて入れていたのであった。

## キャスト
以下の出演者名と役名は特に記載がない限りKINENOTEに従った。
- 上原謙 - 紀の國屋文太郎
- 丹阿弥谷津子 - 河上伸子
- 柳家金語楼 - 河上大作
- 清川虹子 - 河上八重
- 高峰秀子 - 峯京子（婦人警官）
- 古川緑波 - 林長十郎
- 小倉繁 - 木村徳太郎
- 田中春男 - 酒屋の主人武さん
- 小林桂樹 - 巡査
- 江川宇禮雄 - 用度課長

## スタッフ
以下のスタッフ名はKINENOTEに従った。
- 監督 - 松林宗恵
- 脚本 - 小国英雄
- 製作 - 青柳信雄、高木次郎
- 撮影 - 小原譲治
- 美術 - 進藤誠吾
- 音楽 - 服部良一